# Tatort: Gefährliche Träume
Gefährliche Träume ist eine Folge der ARD-Krimireihe Tatort und wurde vom Sender Freies Berlin (SFB) produziert. In seinem zweiten und letzten Fall muss Kommissar Behnke einen Todesfall in der Drogenszene und ein damit zusammenhängendes Tötungsdelikt aufklären. Der Film wurde von Februar bis April 1979 in West-Berlin gedreht. Das Szenenbild erstellte Gerd Staub. Bei ihrer Erstausstrahlung am 23. September 1979 in der ARD erreichte die Folge einen Marktanteil von 51 %.

## Handlung
Die junge Schülerin Carola Hartmann schwänzt oft die Schule und verbringt die Nächte lieber in der Disko mit ihrem Freund Wolfgang Stettner. Wolfgang ist mit dem Drogenhersteller Klaus Zoske befreundet, der ihn mit Stoff versorgt. Carola kann mit der Drogenaffinität ihres Freundes nichts anfangen und lehnt von ihm angebotenen Stoff ab. Ihre Eltern sind geschieden und sie lebt bei ihrem Vater. Ihr Freund Wolfgang geht regelmäßig in Diskotheken seinen Drogengeschäften als Kleindealer nach. Kurz darauf wird Wolfgang tot auf der Diskotoilette aufgefunden, offensichtlich hat er sich eine Überdosis Heroin gesetzt. Behnke wird stutzig, weil die Spritze, mit der der tödliche Schuss verabreicht wurde, nicht auffindbar ist. Aufgrund der bei der Leiche gefundenen Wagenschlüssel kann Wolfgang, der keine Papiere bei sich hatte, von der Polizei identifiziert werden, die Überprüfung des Wagens ergibt allerdings keine Spuren von Drogen. Ein Mitarbeiter der Diskothek teilt Behnke mit, dass es nicht ungewöhnlich sei, dass Junkies sich das Heroin auch ohne Spritze verabreichen, wenn keine zur Hand sei, daher sollten die Beamten nicht zu viel in das Fehlen der Spritze interpretieren. Ein Besuch Behnkes bei den Kollegen des Rauschgiftdezernats ergibt zunächst auch keine neuen Erkenntnisse, außer dass Heroin häufig durch Beimengungen verunreinigt ist, was zum Tode des Junkies führen kann.
Carola erfährt von einem Mitschüler, dass Wolfgang tot ist. Sie sucht Klaus Zoske auf, dieser streitet ab, Hintergründe über den Tod Wolfgangs zu wissen. Während er versucht, Carola hinauszukomplimentieren, gesteht er allerdings, der Dealer von Wolfgang gewesen zu sein. Als er sich kalt und ohne Empathie zeigt und Carola provokativ anbietet, auch sie könnte den ersten Schuss von ihm gratis haben, aus alter Freundschaft zu Wolfgang, nimmt Carola in der Wut eine Flasche und schlägt Zoske damit nieder, dieser bricht zusammen. Unterdessen hat Carolas Ex-Freund Dieter Schwarz Carolas Vater Erich darüber informiert, dass Carolas neuer Freund tot ist und mit Drogen zu tun hatte. Als dieser in Carolas Sachen Haschisch findet, trifft er sich mit Dieter und dieser zeigt ihm die Wohnung von Zoske, aus der Carola gerade schockiert über die eigene Tat flieht. Erich stellt seine Tochter zur Rede, diese gesteht ihrem Vater, Zoske soeben erschlagen zu haben. Zoske wird unterdessen von einer seiner Kundinnen, Moni, aufgefunden, diese erzählt schockiert ihrem Freund Joachim Schanitz, einem Dealer und ebenfalls Kunde von Zoske, dass dieser tot sei, daraufhin geht auch er noch einmal alleine in Zoskes Wohnung. Dieser nutzt die Gelegenheit und durchsucht die Wohnung nach Geld und Drogen. Unterdessen wacht Zoske, der lediglich bewusstlos war, auf, und ertappt Schanitz dabei, als dieser sich Drogen einsteckt. Als Zoske ihn stellen will, kann dieser Zoske überwältigen und fliehen. Dabei wird Zoske tödlich verletzt.
Kurz darauf geht Erich in die Wohnung von Zoske, um die Handtasche seiner Tochter zu holen, die diese im Schock dort zurückgelassen hatte. Schanitz beobachtet, wie Erich die Leiche Zoskes abtransportiert, um seine Tochter zu decken, die Handtasche seiner Tochter findet er nicht, da Schanitz sie bereits an sich genommen hat. Aufgrund eines anonymen Anrufs von Moni bei der Polizei werden Behnke und seine Kollegen zum Tatort gerufen, die Beamten rätseln, wie die Leiche in der kurzen Zeit zwischen dem Anruf und dem Eintreffen der Polizei beseitigt werden konnte. In Zoskes Wohnung finden die Beamten Drogen in umfangreicher Menge und einen Lippenstift. Im Fall von Wolfgang Stettners Tod hat sich mittlerweile Selbstverschulden herausgestellt. Der in Zoskes Wohnung gefundene Lippenstift ist identisch mit jenem, mit dem eine von Carola hinterlassene Nachricht an Wolfgangs Auto mit einem „Kussmund“ unterschrieben worden war. Die Beamten wissen allerdings nur, dass der Anfangsbuchstabe des Mädchens mit „C“ beginnt, Behnke beauftragt Hassert, in Stettners Umfeld entsprechend zu ermitteln. Nach dessen Erkenntnissen hin sucht Behnke Carola auf, diese gibt zu, den Zettel geschrieben zu haben. Zoske kenne sie auch, allerdings nur oberflächlich, und sei in den letzten Tagen nicht bei ihm gewesen. Behnke sucht Carolas Ex-Freund Dieter auf, dieser sagt aus, Carola gesehen zu haben, wie sie zu Zoske ging, und auch, dass er ihren Vater Erich informiert und sie zusammen zu Zoske gefahren seien.
Behnke sucht Erich Hartmann auf, dieser sagt aus, dass Wolfgang einen schlechten Einfluss auf seine Tochter ausgeübt habe und behauptet, den Namen Zoske nie gehört zu haben. Behnke konfrontiert Hartmann mit der Aussage Dieters, Hartmann gibt daraufhin zu, am Vorabend zu Zoske gegangen zu sein. Auch Carola räumt unterdessen Hassert gegenüber ein, dass sie bei Zoske gewesen und alleine nach Hause gefahren ist. Hartmann sagt dagegen aus, mit seiner Tochter gemeinsam nach Hause gefahren zu sein. Nachdem die Beamten gegangen sind, bricht Carola weinend zusammen, sie bereut, nicht gleich zur Polizei gegangen zu sein. Darüber hinaus erhält Carola auch ein Erpresserbrief von Schanitz, da er ihre Handtasche vom Tatort mitgenommen hat und sie jetzt für dessen Inhalt bezahlen lässt. Sie geht auf die Erpressung ein und zahlt. Er hat Erich Hartmann am Tatort gesehen und fordert mehr Geld. Sie wird dabei von einer Zivilbeamtin vom Drogendezernat beobachtet, die auf den Dealer angesetzt wurde. Aus dem Treffen mit Carola Hartmann schließen sie, dass Schanitz Carola erpresst. Am nächsten Abend trifft sich auch Erich Hartmann mit Schanitz, um auf seine Erpressungen einzugehen, Behnke und Hassert gehen bei der Geldübergabe dazwischen und nehmen beide vorläufig fest. Schanitz gibt an, dass seine Freundin Moni die anonyme Anruferin gewesen ist, und dass die beiden Zoske tot aufgefunden hätten. Daraufhin behauptet Hartmann, dass er Zoske getötet habe. Schanitz fügt an, dass er Hartmann beim Abtransport der Leiche beobachtet hatte.
Während Hassert Moni aufsucht, legt Hartmann ein falsches Geständnis ab, mit dem Behnke Carola konfrontiert. Hartmann fordert seine Tochter auf, dies zu bestätigen, Behnke macht deutlich, dass er kein Wort davon glaubt. Carola gesteht nach einigem Zögern, dass sie Zoske mit der Flasche niedergeschlagen hat. Hartmann zeigt den Beamten daraufhin das Versteck der Leiche, diese wird sofort obduziert, was ergibt, dass der Schlag mit der Flasche nicht todesursächlich war, sondern dass ein starker Schlag zwischen die Schulterblätter zu einer Wirbelsäulenfraktur geführt habe. Aufgrund einer weiteren Befragung Behnkes bei einem von Zoskes Nachbarn ergibt sich, dass zum Todeszeitpunkt von Zoske nur Schanitz in der Wohnung gewesen sein kann. Behnke, Hassert und die Kollegin vom Rauschgiftdezernat suchen Schanitz auf, als dieser nicht öffnet, treten sie die Tür ein und erwischen diesen dabei, wie dieser sich vor der Verhaftung noch einen letzten Schuss setzt. Carola und ihr Vater sind entlastet und fahren erleichtert nach Hause, während bei Schanitz Zoskes Waffe und die verschwundenen Drogen gefunden werden.